# 高黎贡比氏鼯鼠
高黎贡比氏鼯鼠（学名：Biswamoyopterus gaoligongensis），一种于中国云南西部高黎贡山地区发现的啮齿动物，隶属于松鼠科鼯鼠族（中国大陆学术界一般视为鼯鼠科）比氏鼯鼠属。

## 形态特征
高黎贡比氏鼯鼠属于一种大型鼯鼠，模式标本头体长440毫米，尾长520毫米，重1370克。身体背部为红棕色，腹部呈黄白色。耳朵裸露，下部长有两束耳簇，前簇黑色，后簇毛基白色，毛尖黑色。手指黑色。阴囊深褐色，在腹部十分明显。